# Oscar Peterson
Oscar Emmanuel Peterson (Montreal, 15 augustus 1925 – Toronto, 23 december 2007) was een Canadees jazzpianist en -componist.

## Levensloop
Petersons vader leerde hem op vijfjarige leeftijd trompet en piano spelen, maar nadat hij tuberculose had opgelopen, concentreerde hij zich vanaf zijn zevende op de piano. Hij verwierf snel de reputatie van een technisch briljante en melodisch inventieve jazzpianist en werd een regelmatige gast in radioprogramma's. Hij had zijn eerste optreden in Carnegie Hall in 1949.
Peterson speelde samen met onder anderen Ray Brown, Herb Ellis, Ed Thigpen, Niels-Henning Ørsted Pedersen, Stan Getz, Louis Armstrong, Ella Fitzgerald, Anita O'Day, Clark Terry en Joe Pass. Een belangrijk moment in zijn carrière was het jaar waarin hij zich aansloot bij de labels van impresario Norman Granz (vooral Verve Records), waardoor hij met de grote jazzartiesten van dat moment kon samenwerken.
Artiesten die Oscar in zijn jonge jaren beïnvloedden, waren onder anderen Teddy Wilson, Nat "King" Cole, James P. Johnson en de legendarische Art Tatum.
In 1993 kreeg Peterson een beroerte, waardoor zijn linkerkant verzwakte en hij gedurende twee jaar rust moest houden. Hij kwam eroverheen en ging zoals vanouds door met optreden, opnemen en componeren. In 1997 ontving hij een Grammy Award voor zijn gehele carrière en een International Jazz Hall of Fame Award, het bewijs dat Peterson als een van de grootste jazzmuzikanten wordt gezien.
Zijn werk leverde hem door de jaren heen zeven Grammy Awards op. In 1978 werd hij in de Canadese Music Hall of Fame opgenomen. Hij werd eveneens in de Juno Awards Hall of Fame en de Canadese Jazz and Blues Hall of Fame opgenomen.
In 1972 werd hij Officier in de Orde van Canada en in 1984 werd hij tot Companion, de hoogste rang daarin, gepromoveerd. Hij was ook Lid van de Orde van Ontario, Ridder in de Ordre du Québec en Officier in de Franse Ordre des Arts et des Lettres.
Hij ontving in 1978 de Roy Thomson Award, in 1991 de Toronto Arts Award voor zijn gehele carrière, in 1992 de Governor General's Performing Arts Award, in 1993 de Glenn Gould Prize, in 1995 de prijs van de International Society for Performing Artists, in 1997 de Loyola Medal van de Concordia Universiteit, in 1999 de Praemium Imperiale World Art Award, in 2000 de UNESCO Music Prize en in 2001 de Toronto Musicians' Association Musician of the Year Award.
Peterson speelde liefst 15 keer op het North Sea Jazz Festival, voor het laatst even vóór zijn 80e verjaardag in 2005. Hij overleed uiteindelijk eind 2007 aan een leveraandoening.

## Discografie

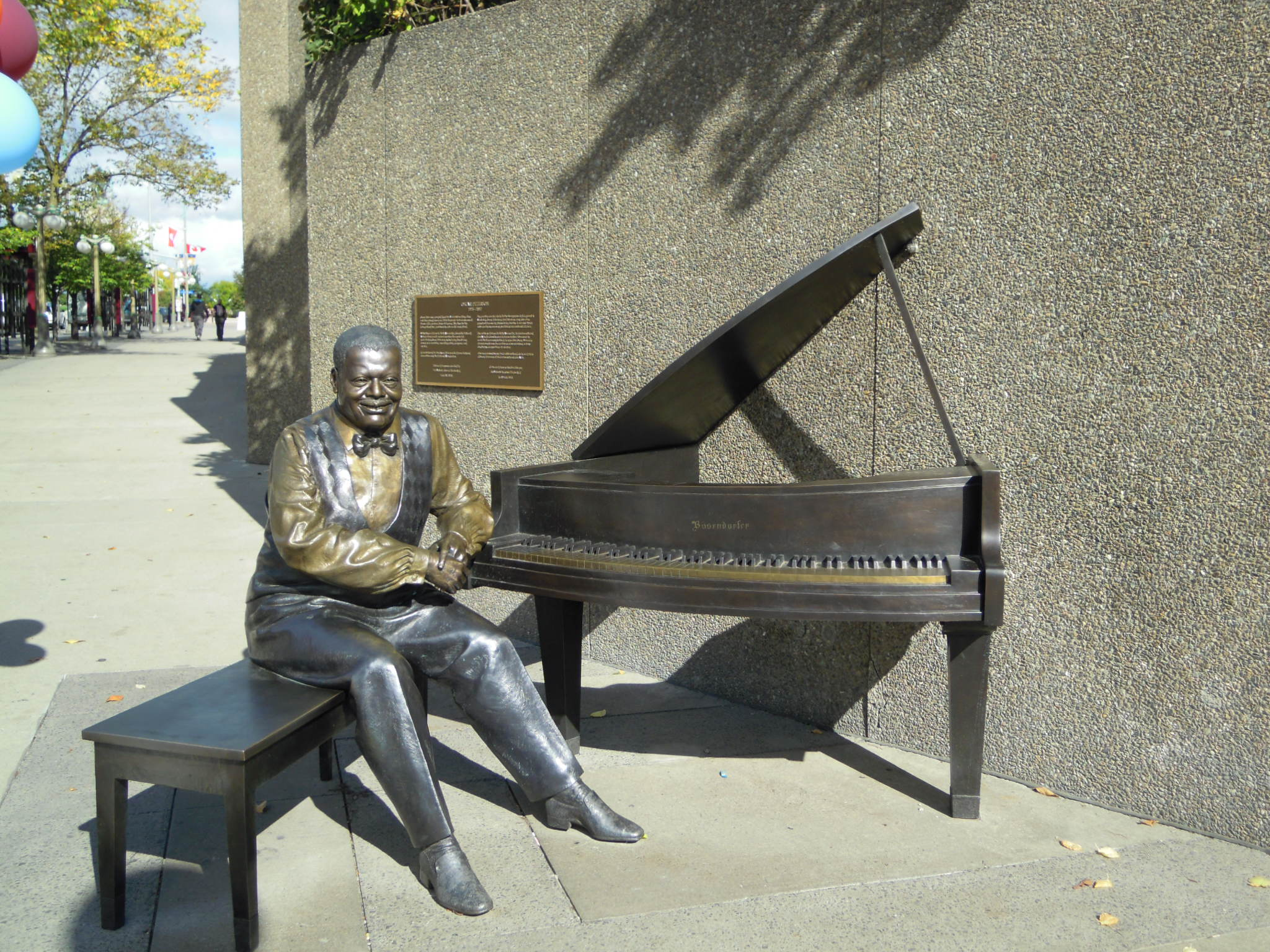
Standbeeld van Oscar Peterson in Ottawa

Een kleine selectie van zijn opnamen:
- Exclusively for My Friends
- The President Plays with the Oscar Peterson Trio (1952)
- Oscar Peterson Plays Duke Ellington (1953)
- Oscar Peterson Plays the Duke Ellington Song Book (1959)
- A Portrait of Frank Sinatra (1959), heruitgebracht in 1971
- West Side Story: Oscar Peterson Trio (1962)
- Night Train (1962)
- Canadiana Suite (1963)
- Hymn to Freedom (1964)
- We Get Requests (1964)
- Easter Suite (1984)
- Oscar Peterson Plays the Duke Ellington Song Book (1999), gecombineerde heruitgave van de Ellington-opnamen uit 1953 en 1959

## Eretitels
- Officier in de Orde van Canada (1972)
- Companion in de Orde van Canada (1984)
- Officier in de Ordre des Arts et des Lettres